# Bucculatrix nigricomella
Bucculatrix nigricomella — вид лускокрилих комах родини кривовусих крихіток-молей (Bucculatricidae).

## Поширення
Вид поширений майже по всій Європі, крім частини Балканського півострова. Присутній у фауні України.

## Опис
Розмах крил 7-8 мм.

## Спосіб життя
Є два покоління за рік. Метелики літають в квітні-травні і, вдруге, у серпні. Личинки живляться листям королиці звичайної (Leucanthemum vulgare). Гусениці раннього віку мінують листя. Міна має вигляд довгої тонкої звивистої шахти, що заповнена коричневими та чорними відходами життєдіяльності. Личинки старшого віку поїдають листя ззовні.